# Dziura na Półce
Dziura na Półce – jaskinia, a właściwie schronisko, w Dolinie Miętusiej w Tatrach Zachodnich. Wejście do niej znajduje się w południowo-wschodnim zboczu Miętusich Turni opadających do Małej Świstówki, powyżej Jaskini Miętusiej Wyżniej, na wysokości 1454 metrów n.p.m. Jaskinia jest pozioma, a jej długość wynosi 5,5 metrów.

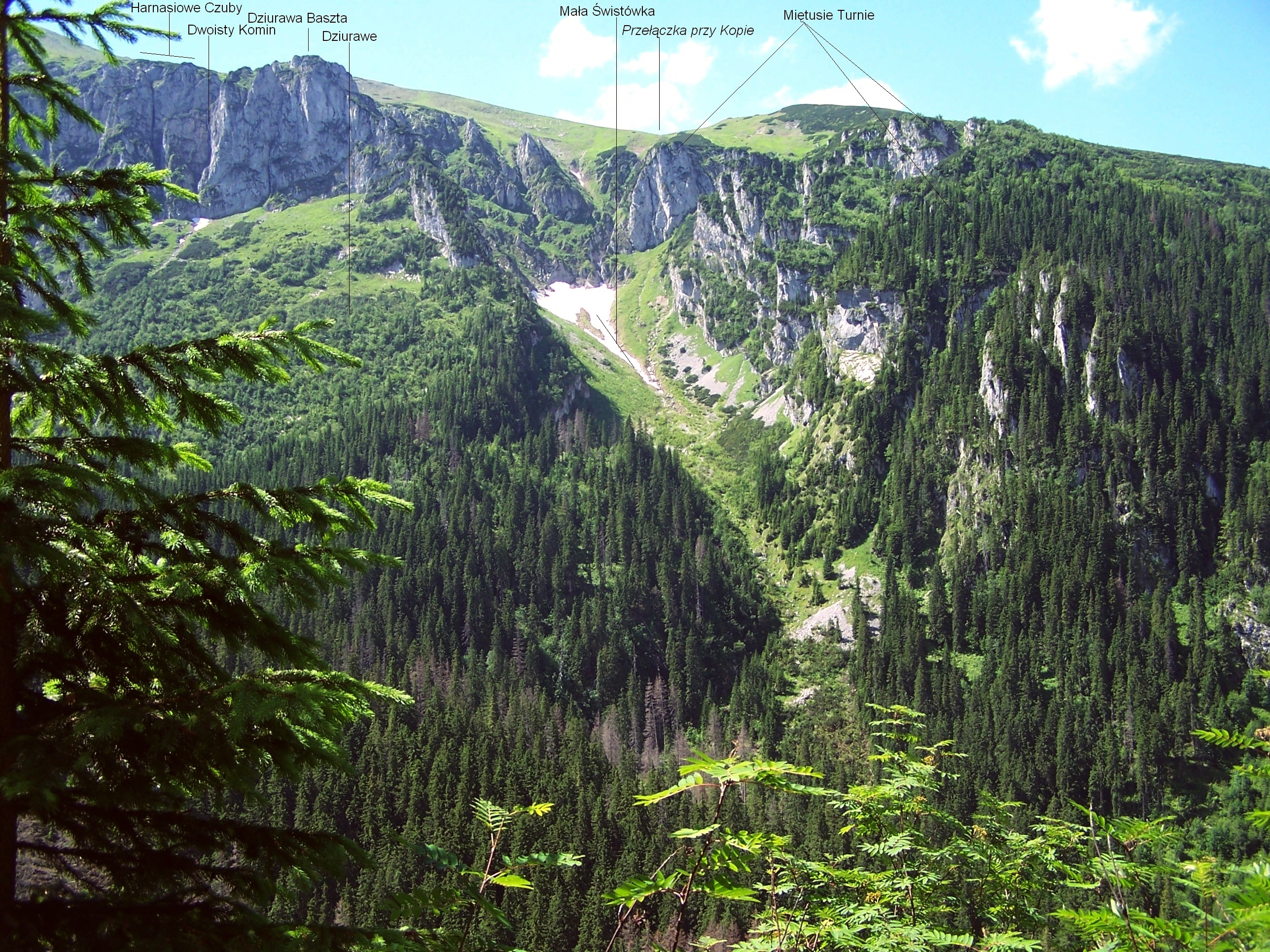
Mała Świstówka. Po prawej Miętusie Turnie

## Opis jaskini
Jaskinię stanowi ciasny korytarz, na początku idący w dół, a następnie w górę, zaczynający się w bardzo małym otworze wejściowym. Po kilku metrach zakręca on w lewo i kończy się szczeliną nie do przejścia.

## Przyroda
W jaskini występują nacieki grzybkowe. Ściany są wilgotne, brak jest na nich roślinności.

## Historia odkryć
Jaskinię odkryli oraz sporządzili jej plan i opis S. Dmowska i Z. Nowak w 1988 roku. Otwór jaskini znajduje się na wyraźnej półce skalnej, stąd jej nazwa.